# Station Český Těšín
Český Těšín is een spoorwegstation in de Tsjechische plaats Český Těšín. Het station werd geopend in 1869 en wordt bediend door treinen van České dráhy. Het stationsgebouw werd in 2006 tot monument verklaard.

## Geschiedenis
In 1869 werd begonnen met de aanleg van de spoorlijn langs het station door de spoorwegmaatschappij Košice-Bohumín (KBD). Het stationsgebouw van de KBD stond ten westen van het spoor aan de huidige Jablunkovskástraat. Tot 1871 was het een klein station met slechts twee treinen per dag, maar in 1875 passeerden er al 55 treinen per dag. In 1887 en 1888 bouwde de spoorwegmaatschappij Noordelijke Spoorweg van Keizer Ferdinand (SDCF) de Moravisch-Silezische Spoorweg (DMSM) van Kojetín naar Český Těšín en vervolgens door naar Bielsko-Biała. Het goederenstation van de SDCF lag parallel aan dat van de KBD. Ten oosten van de sporen van het KBD-station bouwde de SDCF een nieuw passagiersgebouw dat uiteindelijk door beide maatschappijen werd bediend. Dit stationsgebouw werd in 1889 geopend. Het oorspronkelijke stationsgebouw van de KBD werd verbouwd tot woonhuis voor spoorwegpersoneel.
In 1907 werd een tweede spoor van de KBD in gebruik genomen voor de lijn Jablunkov - Český Těšín en in 1915 ook voor de lijn Bohumín - Český Těšín. De aanleg van het dubbelspoor over de gehele KBD-lijn werd uiteindelijk na de Tweede Wereldoorlog voltooid. De elektrificatie van het station en de spoorlijn vond plaats tussen 1962 en 1964.

## Stationsgebouw

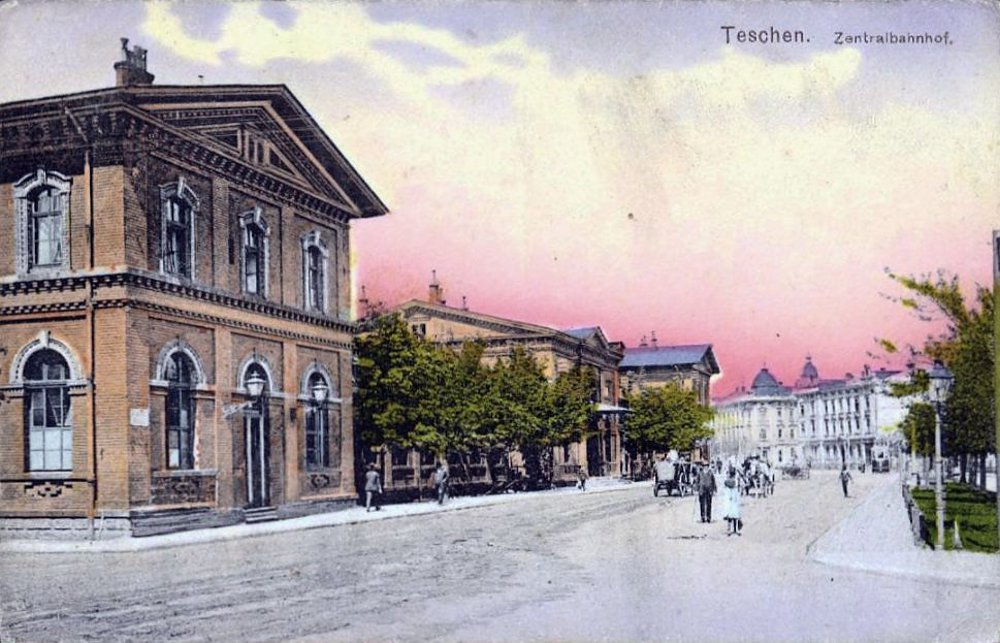
Het stationsgebouw (1917)

Door toenemende passagiersaantallen dienden bestaande stationsgebouwen in de loop der jaren te worden uitgebreid. Het stationsgebouw van Český Těšín is gebouwd door de bouwkundige afdeling van de SDCF onder leiding van directeur Vilém Astem. De architect van het gebouw was Anton Dachler (1841-1921), die vanaf 1892 directeur van de bouwkundige afdeling van de SDCF was. Naast het stationsgebouw van Český Těšín heeft hij nog andere gebouwen voor de SDCF ontworpen. Dit werd uiteindelijk beschouwd als een standaardtype. Het gebouw was verdeeld in vijf verschillende hoogtedelen. Het centrale gebouw met lobby en loketten was verbonden met zijvleugels op de begane grond die eindigden in loodrechte vleugels van twee verdiepingen. In de zuidelijke vleugel op de begane grond bevond zich een gang, waarvan de ramen met cilinderbogen langs de straatkant waren gericht en zo de hele gang verlichtten. De gang leidde naar de afzonderlijke wachtkamers en het restaurant van de loodrechte vleugel. In de noordelijke vleugel op de begane grond bevonden zich de dienstlokalen en het postkantoor. In 1932 werd ten zuiden van het stationsgebouw een nieuw postkantoor geopend. Het ontwerp hiervoor werd in 1929 gemaakt door ing. Josef Zdražila. Het gebouw huisvestte ook een douane- en paspoortkantoor voor de afhandeling van zendingen naar het buitenland. Voor het postkantoor werd een opstelspoor aangelegd. Aan de perronzijde was het perron overdekt door middel van een hellende overkapping aan de muur van het gebouw, ondersteund door halfronde bogen op gietijzeren kolommen. Hier was tevens een tuinrestaurant gevestigd. Het dak werd aan weerszijden afgesloten door de bijgebouwen. De ramen op de begane grond accentueerden de bogen.
Tussen 1963 en 1964 werd het gebouw wederom verbouwd. Hierbij werden de bogen verwijderd, evenals de bijgebouwen, en de hellende overkapping op perron 1 werd vervangen door een nieuw dak op betonnen kolommen. Ook werd een voetpad naar de perrons aangelegd en een voetgangersbrug naar de Jablunkovskástraat gecreëerd. Het reizigersgebouw van de KBD uit 1871 werd afgebroken. In 1964 was de elektrificatie van het station voltooid; de eerste door een elektrische locomotief getrokken trein reed op 1 juli van hetzelfde jaar door het station. Het aantal passerende treinen steeg daarna tot 80 per dag.

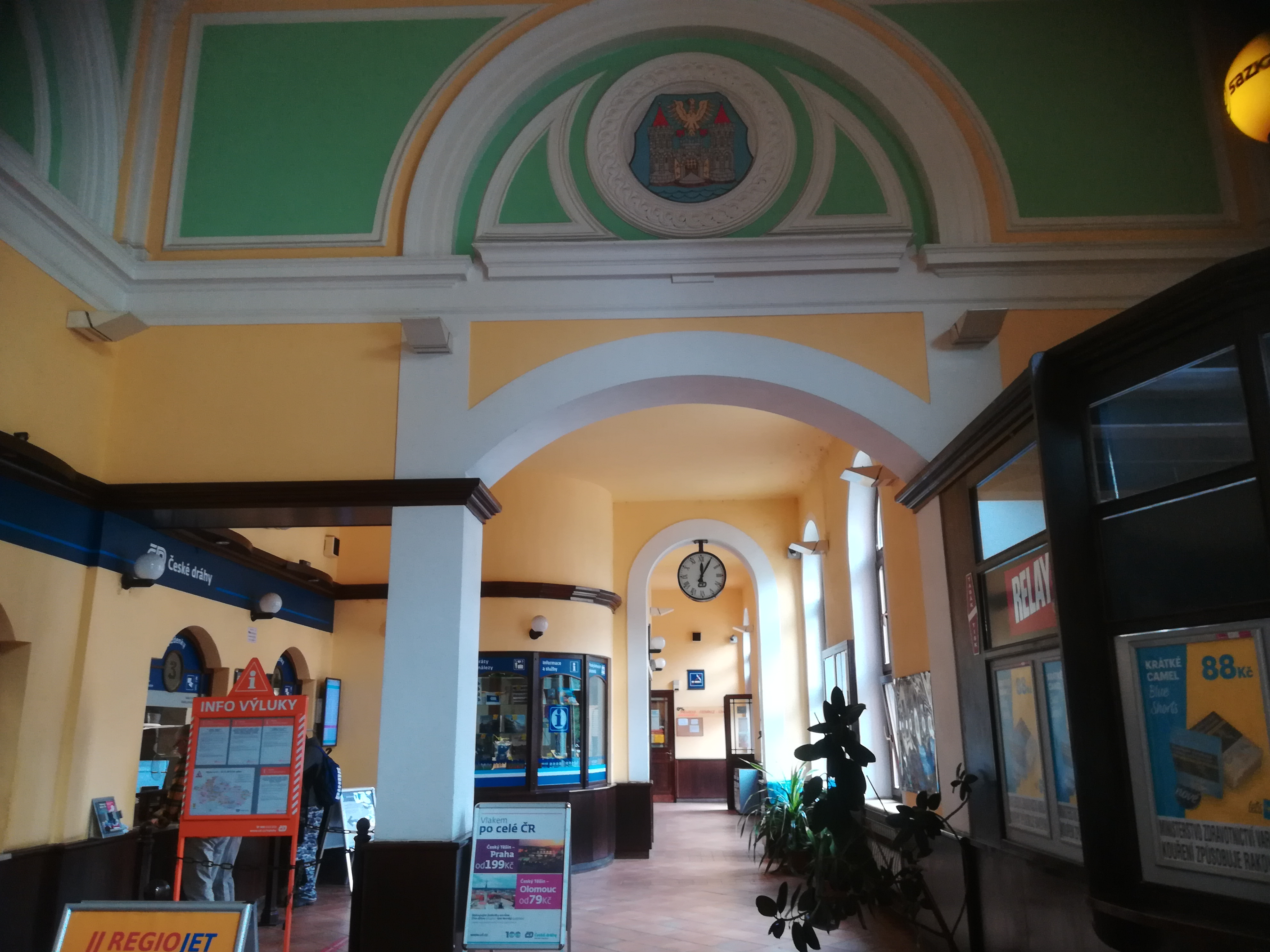
De vestibule

De ingang van de vestibule bevat een klassiek portaal met daarboven een driehoekige gevel en raam. Ook hangt er een klok boven de deur. De binnenzijde van de vestibule is anderhalve verdieping hoog. De muren van de vestibule waren oorspronkelijk versierd met bloemmotieven. Het interieur is vergelijkbaar met dat van de vestibule van het stationsgebouw in Bielsko-Biała, dat eveneens ontworpen is door architect Anton Dachler.
In 2002 werd het station opnieuw verbouwd. Hierbij werd het gebouw gedeeltelijk terug in oude stijl gebracht. Verder werd op perron 1 een lift aangebracht en de onderdoorgang tussen de 2 eilandperrons hersteld. In december 2013 werd het station wederom verbouwd.
Op 13 maart 2006 werd het gebouw uitgeroepen tot cultureel monument (registernummer 101788).

## Eerdere stationsnamen
- 1896-1921: Teschen
- 1921-1938: Český Těšín
- 1938-1939: Cieszyn Zachodni
- 1939-1945: Teschen Hauptbahnhof

## Galerij

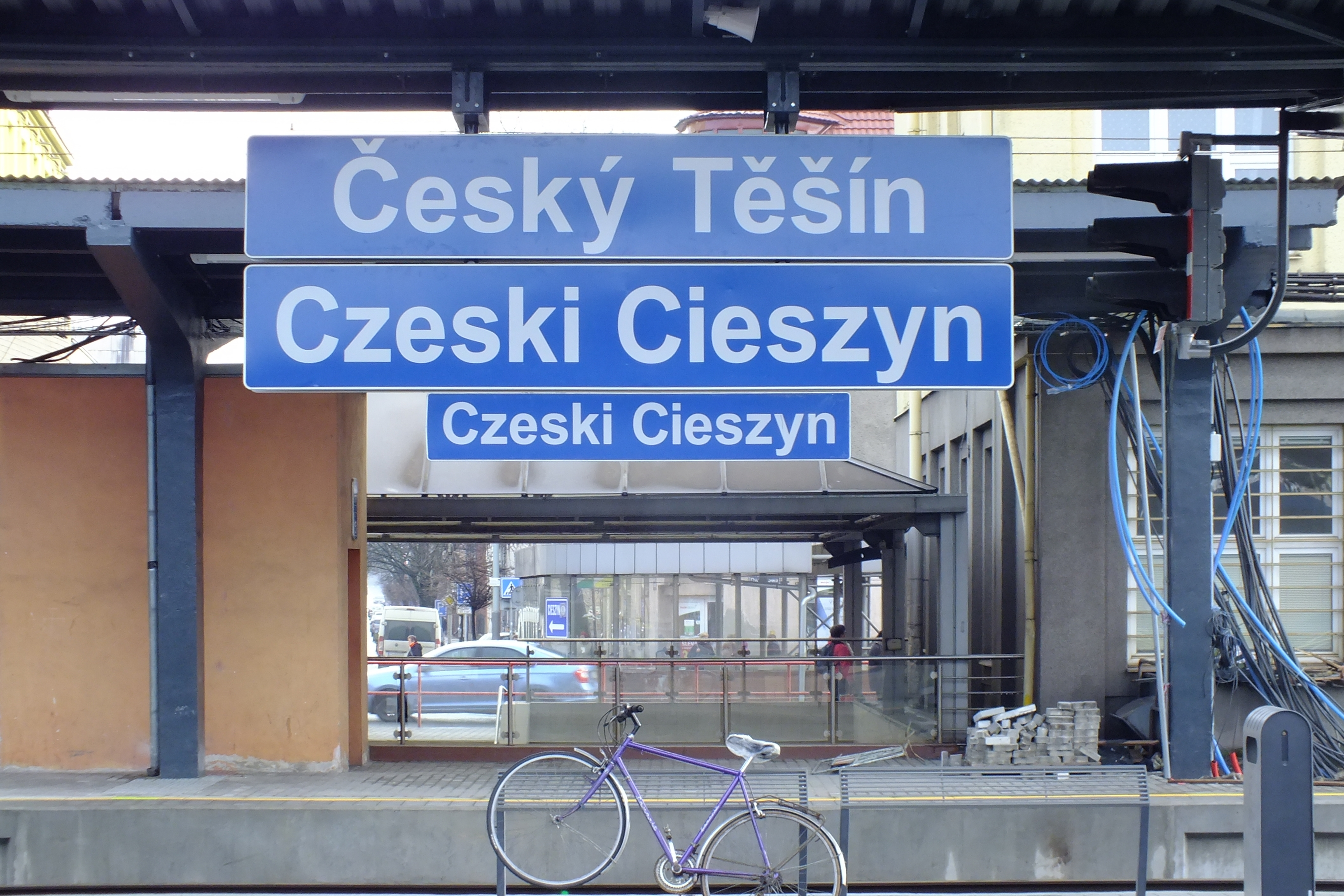
Stationsnaambord
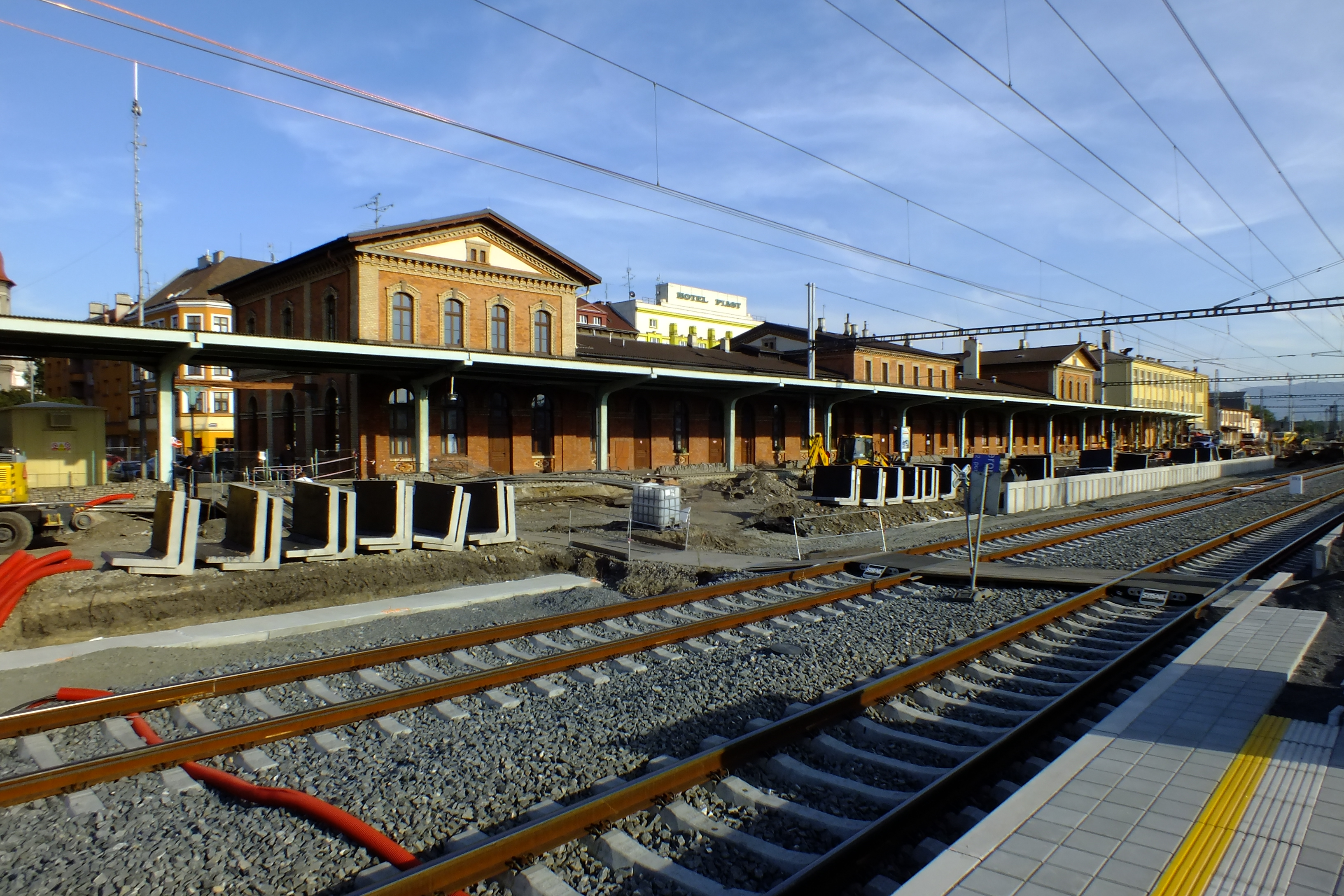
Zicht op de perrons
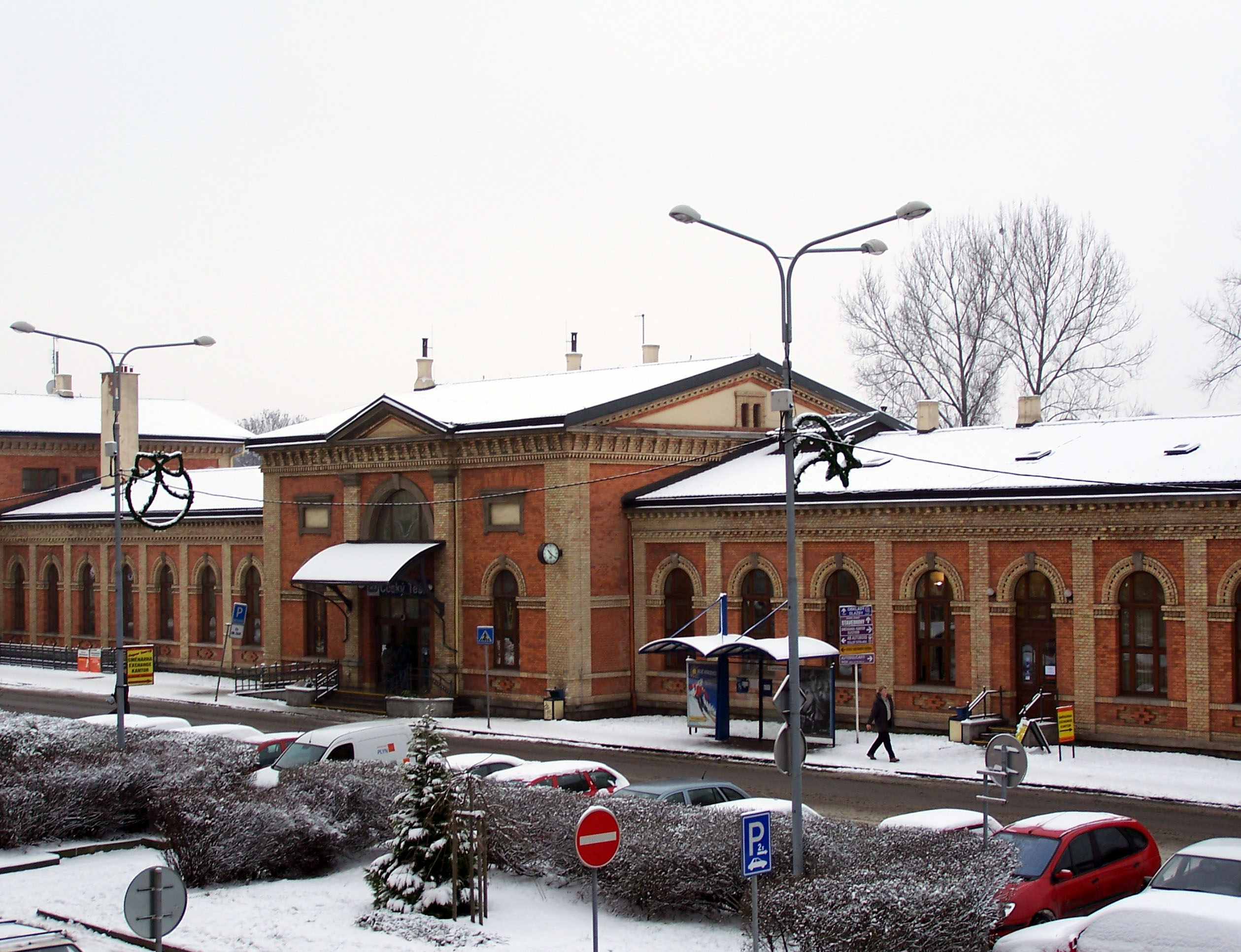
Stationsgebouw in de winter

## Trivia
- Voor het station was een halte van een elektrische tram, die op 12 februari 1911 ging rijden, maar sinds onbekende datum niet meer rijdt;
- De Oriënt-Express stopte op het station op weg van Berlijn naar Constantinopel;
- Het station werd ooit bezocht door keizer Frans Jozef I van Oostenrijk.